# Malte aux Jeux olympiques d'été de 2012
Malte participe aux Jeux olympiques d'été de 2012 à Londres au Royaume-Uni du 27 juillet au 12 août 2012. Il s'agit de sa 15e participation à des Jeux olympiques d'été.

## Cérémonies d'ouverture et de clôture
Malte est la 117e délégation, après le Mali et avant les Îles Marshall, à entrer dans le stade olympique de Londres au cours du défilé des nations durant la cérémonie d'ouverture. Le porte-drapeau de la délégation est William Chetcuti.
Les délégations défilent mélangées lors de la cérémonie de clôture à la suite du passage de l'ensemble des porte-drapeaux des nations participantes. Le drapeau maltais est porté cette fois-ci par l'athlète Diane Borg.

## Athlétisme
Rachid Chouhal est aligné sur le 100 mètres chez les hommes et Diane Borg sur le 200 mètres chez les femmes.

## Natation
Andrew Chetcuti est qualifié pour le 100 mètres nage libre chez les hommes. Chez les femmes, Nicola Muscat doit concourir sur le 50 mètres nage libre.

## Tir
Malte a un quota olympique en double trap hommes et est représenté par William Chetcuti.
| Athlète          | Compétition        | Qualification | Qualification | Finale | Finale |
| Athlète          | Compétition        | Points        | Rang          | Points | Rang   |
| ---------------- | ------------------ | ------------- | ------------- | ------ | ------ |
| William Chetcuti | Double trap hommes | 135           | 9e            | NC     | NC     |